# Богатищево-Епишино
Богатищево-Епишино — деревня в городском округе Кашира Московской области.

## География
Находится в южной части Московской области на расстоянии приблизительно 16 км на восток-юго-восток по прямой от железнодорожной станции Кашира.

## История
Известна с 1846 года как село, в котором была построена Никольская церковь. В 1859 году здесь было 23 двора. До 2015 года входила в состав сельского поселения Знаменское Каширского района.

## Население
| 2002 | 2010 |
| ---- | ---- |
| 10   | ↘4   |

Постоянное население составляло 196 человек (1859 год), 10 в 2002 году (русские 100 %), 4 в 2010.